# Victor Francen
Victor Franssen, dit Victor Francen, est un acteur belge né le 5 août 1888 à Tirlemont et mort le 18 novembre 1977 à Aix-en-Provence.

## Biographie
Fils d'un commissaire de police de Tirlemont (Belgique), Victor Francen commence sa carrière au théâtre ; à l'avènement du parlant, il devient à quarante ans passés, une vedette du cinéma français. Dans les années 1930, sa distinction, son côté sérieux et son regard clair le vouent tout d'abord aux rôles de prophète (La Fin du monde, J'accuse d'Abel Gance), puis aux personnages déclamatoires (L'Aiglon de Victor Tourjanski, Le Chemineau de Fernand Rivers), enfin aux héros écartelés entre patriotisme et amour (Veille d'armes de Marcel L'Herbier, Feu de Jacques de Baroncelli). En 1939, il brille dans Le Roi de Pierre Colombier, Entente cordiale où il incarne avec brio Édouard VII, La Fin du jour de Julien Duvivier dans lequel il joue avec émotion un vieil acteur désabusé.
Il part en Amérique du Nord pendant la Seconde Guerre mondiale et tourne pour la Warner Bros., notamment avec Humphrey Bogart dans Passage to Marseille en 1944. Il continue de tourner après la guerre (voir liste) avant de se parodier en médecin alcoolique dans La Grande Frousse de J.-P. Mocky.
Il se retire dans une propriété située à Saint-Cannat qu'il appelle "La Pastorale" en hommage à Ludwig van Beethoven qu'il vénère.

### Vie privée
Il épouse en premières noces l'actrice Mary Marquet dont il reconnait le fils François né de sa liaison avec  Firmin Gémier. François meurt à  Buchenwald où il a été déporté après avoir été arrêté à la frontière espagnole en tentant de rejoindre les Forces françaises libres. Divorcé, il épouse en secondes noces Ellen Kreutz, une américaine championne de ski et en troisièmes noces la comédienne Andrée Millet (1921-2003).

## Filmographie

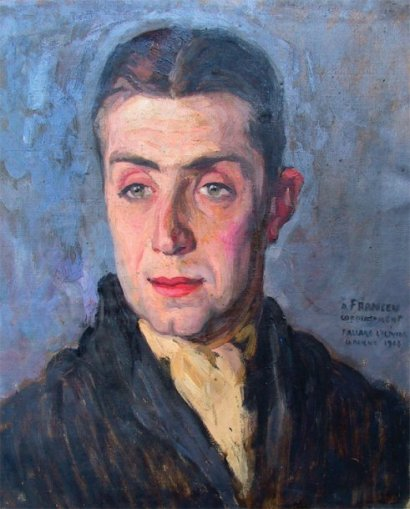
Victor Francen peint par Fernand Allard l'Olivier. signé et dédicacé à droite : "à Francen, cordialement, 1928 à La Panne".

- Victor Francen peint par Fernand Allard l'Olivier. signé et dédicacé à droite : "à Francen, cordialement, 1928 à La Panne".1921 : Crépuscule d'épouvante d'Henri Etiévant : Paul Fortin
- 1923 : La Neige sur les pas d'Henri Etiévant : Marc Romenay
- 1923 : Le Doute de Gaston Roudès : Pierre Aubry
- 1931 : La Fin du monde d'Abel Gance : Martial Novalic
- 1931 : Après l'amour de Léonce Perret : Pierre Meyran
- 1931 : L'Aiglon de Victor Tourjansky : Flambeau
- 1931 : Ariane, jeune fille russe de Paul Czinner : ConstantinMarque page publicitaire pour le film "l'Aiglon"

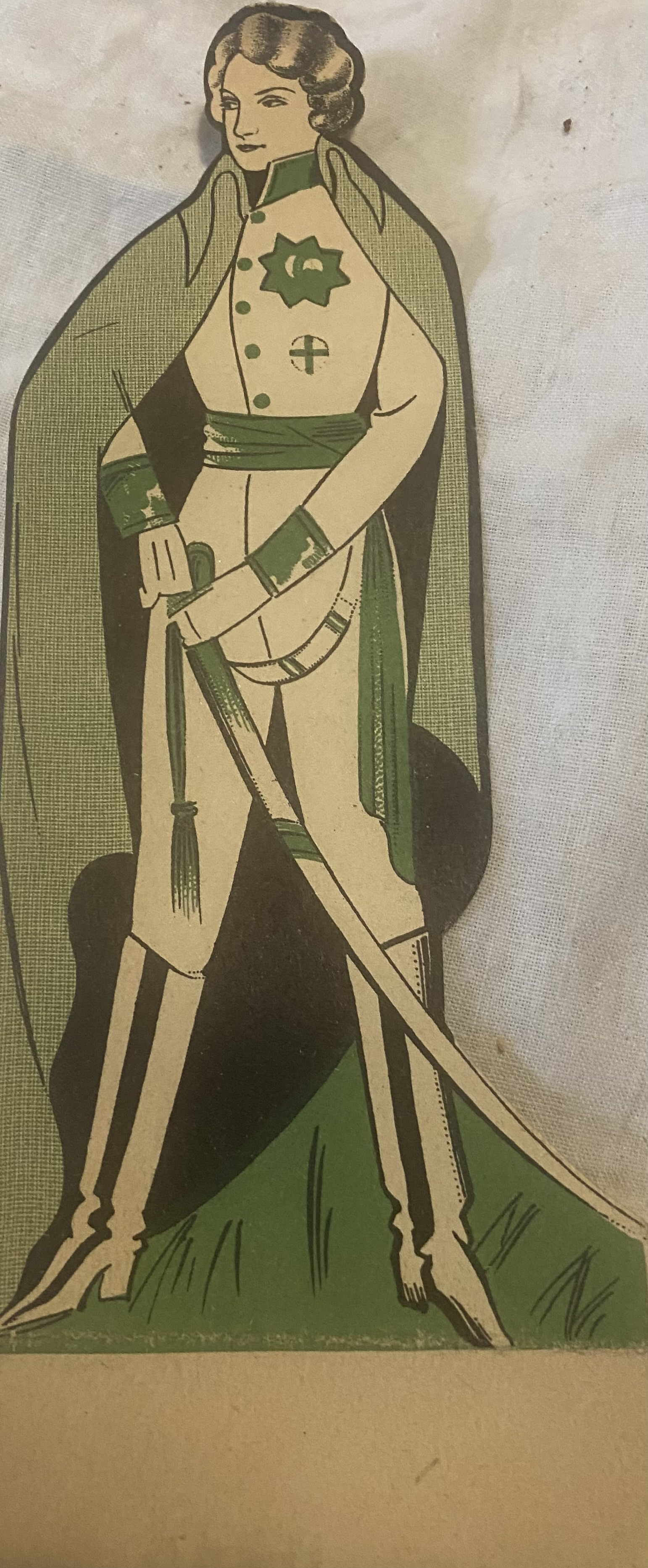
Marque page publicitaire pour le film "l'Aiglon"

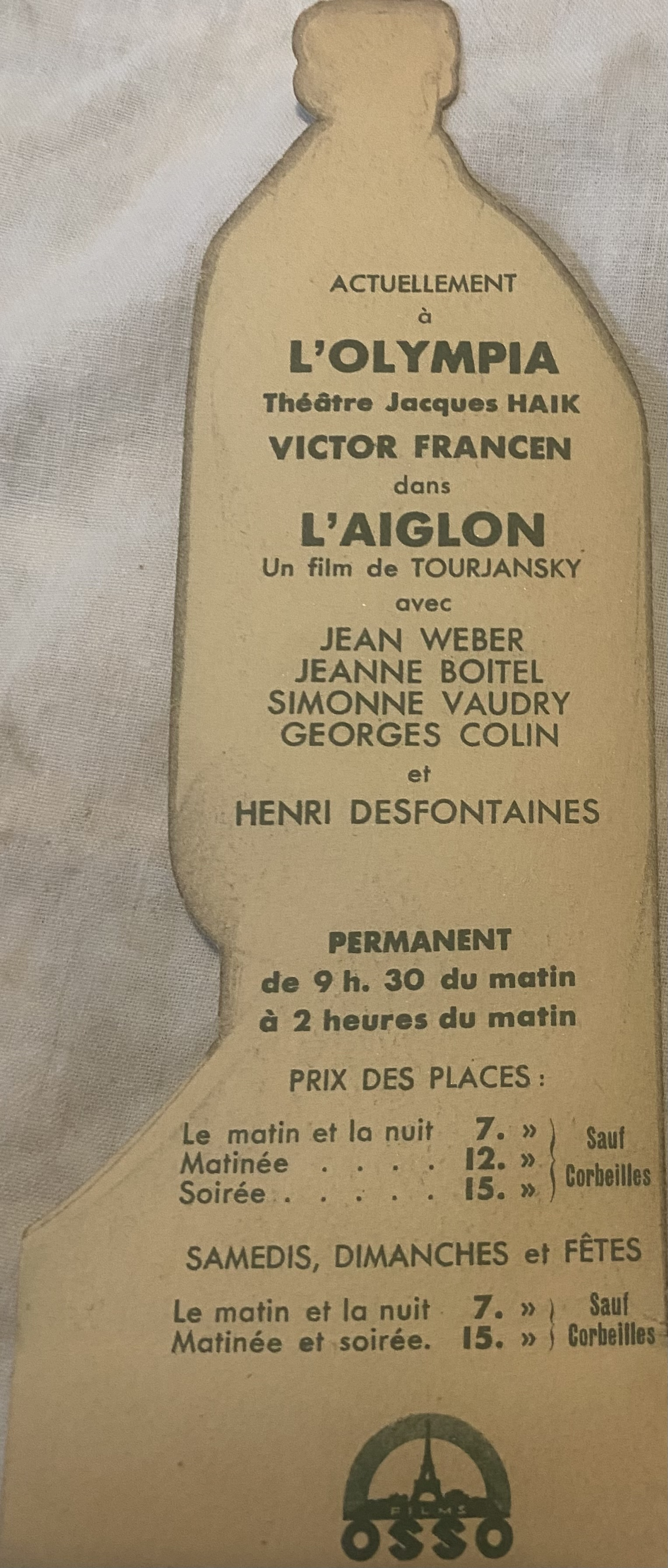
Marque page publicitaire1931

- 1932 : Mélo de Paul Czinner : Marcel, l'amant
- 1933 : Les Ailes brisées  d'André Berthomieu : Fabrèges
- 1933 : Le Voleur de Maurice Tourneur : Richard Voisin
- 1934 : L'Aventurier de Marcel l'Herbier : Étienne Ranson
- 1935 : Veille d'armes de Marcel l'Herbier : le capitaine de Corlaix
- 1935 : Le Chemineau de Fernand Rivers : le chemineau
- 1936 : Le Roi de Pierre Colombier : le roi Jean IV de Cerdagne en visite à Paris
- 1936 : La Porte du large de Marcel l'Herbier : le commandant Vilette
- 1937 : Double crime sur la ligne Maginot de Félix Gandéra : le capitaine Bruchot
- 1937 : Feu ! de Jacques de Baroncelli : André Frémiet
- 1937 : Tamara la complaisante de Jean Delannoy et Félix Gandéra : Grigory
- 1937 : L'Appel de la vie de Georges Neveux : le professeur Rougeon
- 1937 : Nuits de feu de Marcel L'Herbier : Fédor Andreiev
- 1937 : Forfaiture de Marcel L'Herbier : l'ingénieur en mission Pierre Moret
- 1938 : J'accuse ! de Abel Gance + (Il joue également dans la version Anglaise) : Jean Diaz
- 1938 : La Vierge folle de Henri Diamant-Berger : l'avocat Marcel Armaury
- 1939 : La Fin du jour de Julien Duvivier : M. Marny
- 1939 : Entente cordiale de Marcel l'Herbier : Edouard VII
- 1940 : L'Homme du Niger de Jacques de Baroncelli : le commandant Bréval
- 1941 : Par la porte d'or - (Hold Back the Dawn) de Mitchell Leisen : Van den Luecker
- 1942 : Tamara de Tahiti (The Tuttles of Tahiti) de Charles Vidor : le docteur Blondin
- 1942 : Ten Gentlemen from West Point d'Henry Hathaway : Florimont Massey
- 1942 : Six destins (Tales of Manhattan) de Julien Duvivier : le chef d'orchestre Arturo Bellini
- 1943 : Mission à Moscou (Mission to Moscow) de Michael Curtiz : Vychinsky
- 1943 : Madame Curie de Mervyn LeRoy : le président de l'université
- 1943 : Le Chant du désert (The Desert Song) de Robert Florey : Caïd Youseff
- 1944 : Les Conspirateurs (The conspirators) de Jean Negulesco : le diplomate allemand Hugo von Mohr
- 1944 : In Our Time de Vincent Sherman : le comte Pavel Orwid
- 1944 : Passage pour Marseille (Passage to Marseille) de Michael Curtiz : le capitaine Pataïn-Malo
- 1944 : Le Masque de Dimitrios (The Mask of Dimitrios) de Jean Negulesco : le chef des services secrets Wladislaw Grüdek
- 1944 : Hollywood Canteen de Delmer Daves : Cameo
- 1945 : Agent secret (Confidential Agent) de Herman Shumlin : Licata
- 1945 : San Antonio de David Butler - Legare
- 1946 : La Vie passionnée des sœurs Brontë (Devotion) de Curtis Bernhardt : l'enseignant belge Henri Heger
- 1946 : Nuit et Jour (Night and Day) de Michael Curtiz : Anatole Giron
- 1946 : La Bête aux cinq doigts (The Beast with Five Fingers) de Robert Florey : Francis Ingram
- 1947 : Au carrefour du siècle (The Beginning or the End) de Norman Taurog : le docteur Marre
- 1947 : La Révoltée de Marcel l'Herbier : Henri Dumières
- 1948 : Ombres sur Paris (To the Victor) de Delmer Daves : l'inspecteur de police Beauvais
- 1950 : La Nuit s'achève de Pierre Méré : le docteur Coudray
- 1951 : La Taverne de la Nouvelle-Orléans (Adventures of Captain Fabian - New Orleans Adventure) de William Marshall : Henri Brissac
- 1954 : Le Démon des eaux troubles (Hell and High Water) de Samuel Fuller : le professeur Montel
- 1955 : Boulevards de Paris (Bedevilled) de Mitchell Leisen : le père du Rocher
- 1957 : L'Adieu aux armes (A Farewell to Arms) de Charles Vidor - Le colonel Valentin
- 1959 : Le Tigre du Bengale (Der Tiger von Eschnapur) de Fritz Lang : simple apparition
- 1959 : Letter to Loretta (TV, 1 épisode)
- 1961 : Fanny de Joshua Logan : Louis
- 1964 : La Grande Frousse de Jean-Pierre Mocky : le docteur Chabert
- 1966 : Top Crack de Mario Russo
- 1966 : Les Espions - (Les Espions) (1 épisode, TV)

## Théâtre

### Auteur
- 1927 : Une bourgeoise, mise en scène Lugné-Poe, Théâtre de l'Œuvre

### Comédien
- 1920 : Les Ailes brisées de Pierre Wolff, Théâtre du Vaudeville
- 1921 : Le Chemin de Damas de Pierre Wolff, Théâtre du Vaudeville
- 1922 : La Chair humaine d'Henry Bataille, Théâtre du Vaudeville
- 1924 : La Danse de minuit de Charles Méré, mise en scène Victor Francen, Théâtre de Paris
- 1924 : L'Amour d'Henry Kistemaeckers, Théâtre de la Porte-Saint-Martin
- 1926 : Le Dictateur de Jules Romains, mise en scène Louis Jouvet, Comédie des Champs-Élysées
- 1929 : La Fugue d'Henri Duvernois, Théâtre Saint-Georges
- 1931 : Les Trois Chambres d'Henri-René Lenormand, Théâtre Edouard VII
- 1932 : Christine de Paul Géraldy, Comédie-Française
- 1933 : Le Messager d'Henry Bernstein, Théâtre du Gymnase
- 1934 : Espoir d'Henry Bernstein, Théâtre du Gymnase, avec Claude Dauphin, Gabrielle Dorziat et Renée Devillers
- 1936 : Le Cœur d'Henry Bernstein, Théâtre du Gymnase
- 1939 : Fascicule noir de Louis Verneuil, Théâtre des Célestins, Théâtre des Bouffes-Parisiens
- 1948 : Celles qu'on prend dans ses bras d'Henry de Montherlant, mise en scène Claude Sainval, Théâtre de la Madeleine
- 1948 : Tovaritch de et mise en scène Jacques Deval, Théâtre de la Madeleine
- 1950 : Celle qu'on prend dans ses bras d'Henry de Montherlant, mise en scène Claude Sainval, Théâtre de la Madeleine
- 1951 : Celle qu'on prend dans ses bras d'Henry de Montherlant, mise en scène Claude Sainval et L'Accident d'Henri Duvernois, mise en scène de l'auteur, Théâtre des Célestins
- 1952 : Sur la terre comme au ciel de Fritz Hochwälder, mise en scène Jean Mercure, Théâtre de l'Athénée
- 1953 : Le Greluchon délicat de Jacques Natanson, mise en scène Victor Francen, Théâtre des Mathurins
- 1955 : Espoir de Henri Bernstein, mise en scène de l'auteur, Théâtre des Ambassadeurs
- 1955 : Le Troisième Jour de Ladislas Fodor, mise en scène Victor Francen, Théâtre des Ambassadeurs
- 1957 : Celle qu'on prend dans ses bras d'Henry de Montherlant, mise en scène Victor Francen, Théâtre des Ambassadeurs
- 1960 : La Fleur des pois d'Édouard Bourdet, mise en scène Jean Meyer, Théâtre du Palais Royal
- 1960 : Tovaritch de et mise en scène Jacques Deval, Théâtre de Paris

### Metteur en scène
- 1924 : La Danse de minuit de Charles Méré, Théâtre de Paris
- 1953 : Le Greluchon délicat de Jacques Natanson, Théâtre des Mathurins
- 1955 : Le Troisième Jour de Ladislas Fodor, Théâtre des Ambassadeurs
- 1957 : Celle qu'on prend dans ses bras d'Henry de Montherlant, Théâtre des Ambassadeurs